# Peter Missing
Peter Missing (ur. 26 listopada 1953) – pochodzący z Nowego Jorku artysta, poeta, muzyk i aktywista. Od 1993 roku przebywa w Europie. Jest jednym z najważniejszych przedstawicieli "Kunsthaus Tacheles" (Domu Sztuki Tacheles) z Berlina opisanym przez niemieckiego znawcę sztuki współczesnej Stefana Schillinga w 2016 r. „Tacheles: Die Geschichte des Kunsthauses in Fotografien von Stefan Schilling”. Poza Berlinem, którego jest aktywnym artystycznie rezydentem, mieszkał również w wielu europejskich miastach z wyszczególnieniem Zurychu w Szwajcarii.

## Życie i kariera artystyczna
Peter Missing urodził się jako Peter Colangelo. Dorastał w nowojorskim Bronxie. 
Jego prace są obecne w wielu współczesnych muzeach na świecie; między innymi w: MoM-ie – czyli Museum of Modern Art w Nowym Jorku, Whitney Museum of American Art, The Getty Institute, Urban Nation Museum w Berlinie i wielu innych.

### Symbole twórczości Missinga i ich znaczenie[3]

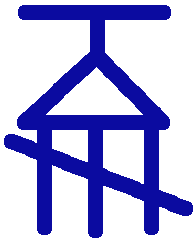
Logo i symbol związane z twórczością Petera Missinga

Najbardziej rozpoznawalnym symbolem jego i twórczości związanej z nim jest odwrócony kieliszek martini (potocznie zwany martinówką), z której wypływają trzy przekreślone strumienie. Znak ten był i jest używany przez niego, jego zespół (Missing Foundation); zwolenników oraz światową kulturę grafitti i Urban Art (w początkowym okresie używany na obszarze Lower Est Side w Nowym Jorku, następnie w przestrzeni urbanistycznej wielu miast i ośrodków przemysłowych na świecie).

### Missing w Polsce
W Polsce po raz pierwszy jego twórczość została zaprezentowana podczas festiwalu World Urban Art w 2022 r. w Bydgoszczy.
Jedenastego października 2022 r. prace Petera Missinga zostały wyeksponowane w Zgierzu podczas "TransEUropejskiej trasy - State Of Mind" wraz z Alexem Rodinem, J. Pijarowskim i J. Skrzekiem
W maju 2023 r. prace z jego oficjalnej wystawy w Berlinie z września 2022 r. zostały wyeksponowane podczas Europejskiej Nocy Muzeów w Bydgoszczy, oraz  w czasie festiwalu World Urban Art 2023 w Bydgoszczy.
Szesnastego maja 2024 roku w Kujawsko-Pomorskim Centrum Kultury w Bydgoszczy otwarta została pierwsza oficjalna wystawa Petera Missinga w Polsce zatytułowana: "Missing in... Bydgoszcz – River of Creative Forms".. W czasie wernisażu swoją premierę miał utwór skomponowany przez grupę Kontagion oraz J.Pijarowskiego "Missing in ... Bydgoszcz 7NA ART Etiuda  Opus 03" dedykowany zespołowi założonemu przez P. Missinga - Missing Foundation z okazji 40-lecia istnienia zespołu.

### Kariera muzyczna
Od lat siedemdziesiąt XX w. niezwykle aktywny w środowisku nowojorskiego nurtu niezależnego. W latach osiemdziesiątych założył jedną z najbardziej wpływowych niezależnych grup "Missing Foundation". Missing Foundation w swoim charakterze jest grupą z pogranicza rocka, muzyki industrialnej, jazzu, avantgarde i punk rocka. W jej składzie poza Missingiem wchodzili między innymi członkowie grupy KMFDM - Sascha Konietzko, oraz Nicklaus Schandelmaier (En Esch), oraz wielu muzyków z niemieckich i amerykańskich scen awangardowych. 

#### single i wydawnictwa multimedialne
- Electronic Collection 1993-2010 (2010)
- 2001 - MC Hazard - Island Of Light[7],
- 2021 Peter Missing, Hackbert File, WAV, EP– Redirect[8]

#### z zespołem Drunk Driving[9]
- 1983 - "Drunk Driving"

#### z grupą Missing Foundation[10]
- 1984 - "Frontline 2185" (wraz z KMFDM),
- 1987 - "The 20th Anniversary of the Summer of Love 1987-1967" (wraz z )
- 1987 - "Missing Foundation"
- 1988 - "Your House Is Mine 1933"
- 1989 - "Humanity Demise"
- 1989 - "Song and Legend " (4 LP - Kompilacja wraz z zespołami reprezentującymi New Wave, Industrial, Punk)[11]
- 1990 - "Ignore the White Culture"
- 1992 - "Go into Exile"
- 1992 - "Assault on Your Life"
- 1992 - "Live in Europe 1992"
- 1993 - "Just Another Hit"
- 2016 - "Live in La Plaza"
- 2018 - "Nature is Watching You"
- 2019 - "World in Chains"
- 2021 - "Hard Surface"

#### z grupą Helivator[12]
- 1992 - "Gasoline T-Shirt" (3 wersje)

#### jako Missing Seven Hazard
- 2007 - Global Warning (Single, 2007)
- 2008 - Rocket the U.S. (2008)
- 2009 - Nature Revolt Remix (2009)
- 2010 - War of the Minds (2010)
- 2018 - Real Freedom (2018)

#### Peter Missing solo
- 1997 - Rotation
- 1998 - Insel 138
- 1998 - Cracked Ocean (1998)
- 1999 - Low Denominator (1999)
- 2001 - "State of the Union 2.001" (3 CD - kompilacja wraz z artystami reprezentującymi różne style i gatunki muzyczne[13])
- 2021 - Redirect (2021)